# 诺敏河
诺敏河位于中国东北地区西部，是嫩江右岸的一条重要支流。源头称马布库拉河，发源于内蒙古自治区呼伦贝尔市鄂伦春自治旗克一河镇斯木科村西北大兴安岭西尼气山东南麓，东流至托扎敏乡转东南流，经宜里镇诺敏河村、诺敏镇、莫力达瓦达斡尔族自治旗杜拉尔鄂温克族乡、阿尔拉镇、宝山镇、西瓦尔图镇兴隆村、阿荣旗兴安镇育合村等地，在莫力达瓦旗尼尔基镇乌尔科村以西左纳西瓦尔图河后成为内蒙古与黑龙江两省区的界河，继续东南流至黑龙江甘南县查哈阳乡，干流分为东西两支，东诺敏河向东于莫力达瓦旗汉古尔河镇额尔根浅村东北汇入嫩江，主干西诺敏河继续向南流，经甘南县平阳镇，于东阳镇卧龙气村以东汇入嫩江，河流全长466千米，流域面积25966平方千米，河道平均比降1.99‰，年均径流量46.41亿立方米。诺敏河上游两岸山丘连绵，为大兴安岭主要林业基地，中下游山体逐渐低平，两岸多为农业种植区。上游支流牛尔坑河一代还建有诺敏河国家级自然保护区。